# 林家庄站
林家庄站是一个陇海线上的铁路车站，位于甘肃省武山县东顺乡林家庄，建于1958年，目前为五等站，邮政编码为741302。目前不办理客、货运营业。